# Henri Procaccia
Henri Procaccia, né le 3 avril 1939 à Tunis et mort le 22 mai 2014 à Ris-Orangis, est un acteur du développement de la maîtrise des risques et de la sûreté de fonctionnement (SdF) en France, mais aussi en Europe et aux États-Unis, notamment dans le domaine de la fiabilité des composants et des structures, de la maintenance et des méthodes de probabilités bayésiennes.

## Biographie

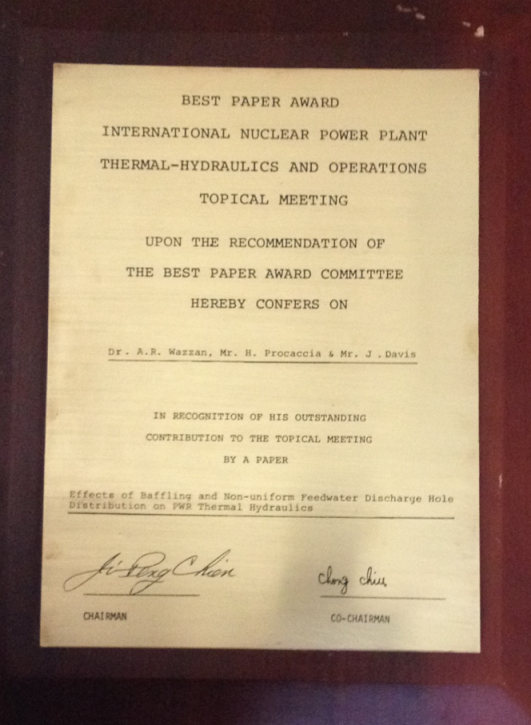
Prix UCLA 1987 ; Thermal-hydraulic characteristics of pressurized water reactors.

Jeune ingénieur, Henri Procaccia rejoint Électricité de France (EDF), au département  dit des « essais spéciaux » du Service de la Production Thermique, service chargé de toutes les études expérimentales destinées aux centrales de production de EDF. Quelques années plus tard, ce service rejoint la direction des études et recherches de EDF. L’activité de Henri Procaccia sera principalement consacrée  aux mesures physiques, aux campagnes d’essais en centrale ou sur banc d’essai, à la mécanique, à la thermique, aux écoulements de fluides, à la combustion. Il devient rapidement un expert, en particulier du générateur de vapeur des centrales à eau sous pression (PWR). En 1987, il est distingué par l’UCLA (University of California – Los Angeles) pour ses travaux Thermal-hydraulic characteristics of pressurized water reactors during commercial operation.
Dès les années 1970, Henri Procaccia s’intéresse à la fiabilité. Entre 1976 et 1978, il définit les premières bases de retour d’expérience : les bases évènementielles et les bases de défaillances (le SRDF, le Système de Recueil de Données de Fiabilité) qui seront mises en place dans le nucléaire dès 1978 et dont le concept est maintenant acquis dans de nombreuses grandes entreprises. Ses premiers travaux concernent la fiabilité des composants actifs, les études probabilistes, le risque de chute d’avion, les bases de données et déjà l’aide à la décision. Il participe aux études de fiabilité et de sûreté  engagées pour les réacteurs à neutrons rapides puis pour les réacteurs à eau sous pression. Il forme de nombreux universitaires et ingénieurs à cette « nouvelle » discipline. À la fin des années 1980, il initie le premier modèle de mécanique probabiliste français (EPMGV) qui permet de calculer la probabilité de défaillance d’un tube de générateur de vapeur et d’optimiser les programmes de maintenance – inspection. C’est la première fois qu’un code complexe résistance – contrainte est développé. Ce modèle est utilisé en France puis aussi dans différents pays étrangers, dont les États-Unis, pendant une vingtaine d’années. À l’image des recueils de données de fiabilité existants comme la Mil-Hdbk- 217, OREDA ou le T-Book suédois, il crée le recueil EIReDA régulièrement actualisé jusqu’en 2000, dans le cadre d’une collaboration avec le centre européen de recherche d’Ispra en Italie.
Dans les années 1990, il est convaincu par l’importance des méthodes bayésiennes. Il travaille en particulier avec Carlo Clarotti de l’ENEA (Ente Nazionale per l'Energia Atomica, Italie). À cette époque, il est un des rares ingénieurs français  à utiliser ces méthodes dans l’industrie, maintenant utilisées dans de nombreux secteurs . Il participe au groupe de travail et de réflexion « Méthodes bayésiennes »  de l’ISdF (Institut de Sûreté de Fonctionnement, intégré en 2002 dans l’Institut pour la Maîtrise des Risques (IMdR), dont il est membre dès la fondation (en 1989). Ses travaux dans ces instituts ont permis de publier plusieurs ouvrages. Pendant ces années 1990, Henri Procaccia collabore aussi avec Bob Moss, expert de l’UKAEA et enseignant-chercheur à l’Université de Loughborough, auteur avec John Andrews du livre Risk and Reliability Assessment, paru en 2002, auquel il contribue par la rédaction d’une annexe et de nombreux échanges techniques. Il contribue à des projets de R&D d’EDF de la fin des années 1980 et 1990 concernant la maîtrise des risques et la sûreté de fonctionnement: les évaluations probabilistes de sûreté (EPS ou PSA Probabilistic Safety Assessment), l’OMF (Optimisation de la Maintenance par la Fiabilité ou RCM Reliability Centered Maintenance), le projet CIDEM pour l’intégration du retour d’expérience et de la maintenance dès la phase de conception et le projet Durée de vie (PDV ou LCM Life Cycle Management) à  l'occasion desquels il prend conscience de l’importance de la maintenance des composants et des structures et de son efficacité. C’est d’ailleurs sur ce dernier thème qu’il travaillera le plus, durant sa retraite de EDF prise en 1998.
À partir de 2012, Henri Procaccia travaille sur la transition énergétique. Son ouvrage ; L’énergie nucléaire, les énergies fissiles et renouvelables  s’appuie sur l’expérience acquise de plus de 30 ans d'exploitation nucléaire en France et dans le monde, il y présente quelles perspectives s'offrent à l'avenir pour la transition énergétique.

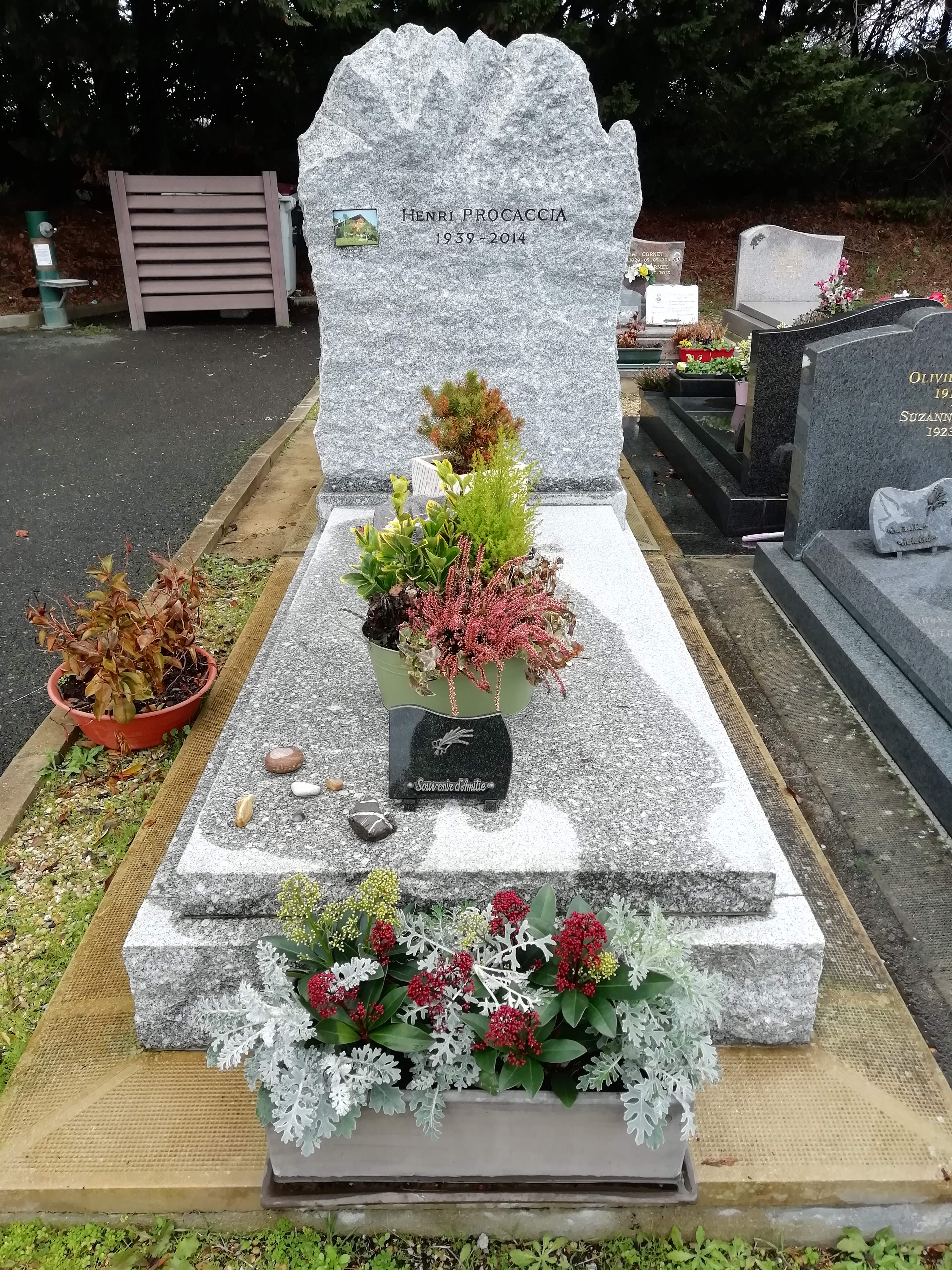
Tombe de Henri Procaccia au cimetière de Ris-Orangis.

Au-delà de ses travaux nationaux, il travaillait aussi dans le cadre d’accords de collaboration aux États-Unis, notamment avec  l’Electric Power Research Institute, l’Institute of Nuclear Power Operators, Westinghouse…  Il  s’est aussi fortement impliqué dans des actions et des projets européens, notamment avec le centre de recherche européen d’Ispra, avec le Risoe National Laboratory au Danemark, Iberdrola en Espagne, le CEA et les universités de Grenoble et du Littoral en France, VTT en Finlande, l’ENEA en Italie, Det Norske Veritas en Norvège, l’université d'Utrecht aux Pays-Bas, l’université de Porto au Portugal, Vattenfall en Suède, les universités de Loughborough, de Nottingham et de Strathclyde au Royaume-Uni, pour ne citer que les principales collaborations. En 1992, il crée et devient président d’ESReDA (European Safety and Reliability Data Association), association à laquelle il contribuait encore activement. Ayant enseigné dans plusieurs universités et grandes écoles (notamment École Hubert-Curien, ENSTA ParisTech, Institut national des sciences et techniques nucléaires, Institut des sciences et techniques de l'ingénieur d'Angers, Université du Littoral Côte d'Opale, et Université de technologie de Troyes), il n’a eu de cesse de partager ses connaissances avec les jeunes étudiants, doctorants, ou ses collègues.
Il est inhumé au cimetière de Ris-Orangis (Essonne).

## Publications
Henri Procaccia a publié, en tant qu’auteur ou coauteur, une quinzaine d'ouvrages, sur les méthodes bayésiennes (1992), sur le retour d’expérience (1994), sur la fiabilité des structures (1996), sur l’utilisation de l’expertise (2001), sur la gestion du vieillissement (2005), sur l’efficacité de la maintenance (2011), pour ne citer que les ouvrages principaux en langue française. IL a aussi publié près de 150 articles ou communications dans les congrès (notamment les congrès λμ, les congrès européens ESREL, les séminaires ESReDA).

### Ouvrages
- Fiabilité des équipements et théorie de la décision statistique fréquentielle et bayésienne, en collaboration avec Carlo Clarotti et Laurent Piepszownik, Paris, Eyrolles, 1992.
- Méthodes avancées de traitement et d’analyse de bases de données de retour d’expérience, en collaboration avec André Lannoy, Paris, Eyrolles, 1994.
- ARCS : outil logiciel pour la quantification de l'effet de la maintenance sur la durée de vie, en collaboration avec Carlo Clarotti, André Lannoy et Benjamin Villain), Congrès λμ 9, ESREL'94, La Baule-Escoublac, 1994.
- Guidebook on the Effective Use of Safety and Reliability Data, Paris, SFER, 1995.
- Fiabilité des structures des installations industrielles – Théorie et application de la mécanique probabiliste, en collaboration avec Patrick Morilhat, Paris, Eyrolles, 1996.
- EIReDA, recueil de données de fiabilité, Heraklion, Université de Crète, en collaboration avec Spiros Arsenis et Patrick Aufort, 1998/2000.
- Introduction à l’analyse probabiliste des risques, Paris, Lavoisier, Éditions Tec&Doc, 2001
- L’utilisation du jugement d’expert en sûreté de fonctionnement, en collaboration avec André Lannoy, Paris, Lavoisier, Éditions Tec&Doc, 2001. Nommé au prix Roberval 2002.
- Detection of equipment aging and determinatiion of the efficiency of a corrective measure, avec Carlo Clarotti, André Lannoy et Sylvie Odin, Congrès λμ 13, ESREL'2002, Lyon, mars 2002. Reliability Engineering and System Safety (RESS), volume 84, issue 1, avril 2004, 57-64.
- Démarche bayésienne et application à la sûreté de fonctionnement, en collaboration avec Marie-Christine Suhner et al., Hermès-Sciences Lavoisier, 2003.
- Decision Analysis for Reliability Assessment, Høvik, Det Norske Veritas, (en collaboration avec Tim Bedford, Palle Christensen et al)  2004 .
- Évaluation et maîtrise du vieillissement industriel, en collaboration avec André Lannoy, Lavoisier, Éditions Tec&Doc, 2005.
- Évaluation de la fiabilité prévisionnelle, en collaboration avec André Lannoy, Lavoisier, Éditions Tec&Doc, 2006.
- Les fondements des approches fréquentielle et bayésienne. Applications à la maîtrise du risque industriel, coll. Sciences du risque et du danger), Lavoisier, 2008.
- Fiabilité et maintenance des matériels réparables et non réparables, en collaboration avec Éric Ferton et Marc Procaccia, Paris, Lavoisier, Éditions Tec&Doc, 2011.
- L’énergie nucléaire, les énergies fissiles et renouvelables. Quelle transition énergétique pour la France de demain ? Historique, bilan et perspectives, Connaissances et Savoirs, 2014.
- Expertise, safety, reliability and decision making : practical experience, avec André Lannoy), Environment Systems and Decisions, volume 34, no. 2, 259-276, 14 mai 2014, Springer.
- Rédaction de chapitres dans Maintenance Modelling and Applications, avec John Andrews, et Christophe Berenguer, Maintenance Modelling and Applications
- Genèse du Big Bang à l'Art pariétal Connaissances et Savoirs  (ISBN 978-2-7539-0260-2) , parution novembre 2015